# Средний кембрий
| Кембрийский период в ОСШ (Россия) Деление по состоянию на март 2024 года |         |              |                       |
| система                                                                  | отдел   | ярус / век   | Ниж. граница, млн лет |
| Ордовик                                                                  | Нижний  | Тремадокский | 485,4±1,9             |
| Кембрий                                                                  | Верхний | Батырбайский | ?                     |
| Кембрий                                                                  | Верхний | Аксайский    | ?                     |
| Кембрий                                                                  | Верхний | Сакский      | ~497                  |
| Кембрий                                                                  | Средний | Аюсокканский | 500                   |
| Кембрий                                                                  | Средний | Майский      | ~504,5                |
| Кембрий                                                                  | Средний | Амгинский    | 509                   |
| Кембрий                                                                  | Нижний  | Тойонский    | ?                     |
| Кембрий                                                                  | Нижний  | Ботомский    | ?                     |
| Кембрий                                                                  | Нижний  | Атдабанский  | ?                     |
| Кембрий                                                                  | Нижний  | Томмотский   | 535±1                 |
| Венд                                                                     | Верхний | Верхний      | больше                |

Средний кембрий — эпоха, второй отдел кембрия в Общей стратиграфической шкале России, охватывающий породы возрастом 504,5—497 млн лет. Представлен в основном мелководными отложениями (пляжевые пески). С началом среднего кембрия морская площадь сокращалась, происходила перестройка структуры Земли из-за начавшейся тектонической активности.
Трилобиты из надсемейства Agnostoidea распространились почти по всему миру, их окаменелости являются биостратиграфическими маркерами среднего и верхнего кембрия. Большой численности достигали среднекембрийские конодонты.